# Rubroscirus denheyeri
Rubroscirus denheyeri är en spindeldjursart som beskrevs av Fan 1992. Rubroscirus denheyeri ingår i släktet Rubroscirus och familjen Cunaxidae. Inga underarter finns listade i Catalogue of Life.